# 克里斯·克里夫林
克里斯·克里夫林（英語：Chris Creveling，1986年12月29日—），美国男子短道速滑运动员。他曾代表美国参加2014年冬季奥林匹克运动会短道速滑比赛，获得一枚银牌。